# Rabbit River (Liard River)
Der Rabbit River (englisch für „Kaninchen-Fluss“) ist ein rechter Nebenfluss des Liard River im äußersten Norden der kanadischen Provinz British Columbia.

## Flusslauf
Der Rabbit River entspringt 25 km südwestlich des Muncho Lake in den Muskwa Ranges, einem Gebirgszug im äußersten Norden der Rocky Mountains. Der Fluss verläuft in überwiegend nördlicher Richtung durch den Nordwestteil der Muskwa Ranges. Er nimmt dabei den Netson Creek von links und den Gundahoo River von rechts auf. Der Rabbit River mündet 5 km östlich der Mündung des Kechika River und 8 km westlich der Mündung des Coal River in den Liard River. Der Rabbit River hat eine Länge von etwa 150 km. Sein Einzugsgebiet umfasst 3780 km². Der mittlere Abfluss beträgt 40 m³/s.
Vom Netson Lake über den Netson Creek und Rabbit River flussabwärts zum Liard River werden Kanutouren angeboten. Der Schwierigkeitsgrad liegt bei III, die Dauer beträgt 8–10 Tage.